# تجویز دهانی دارو

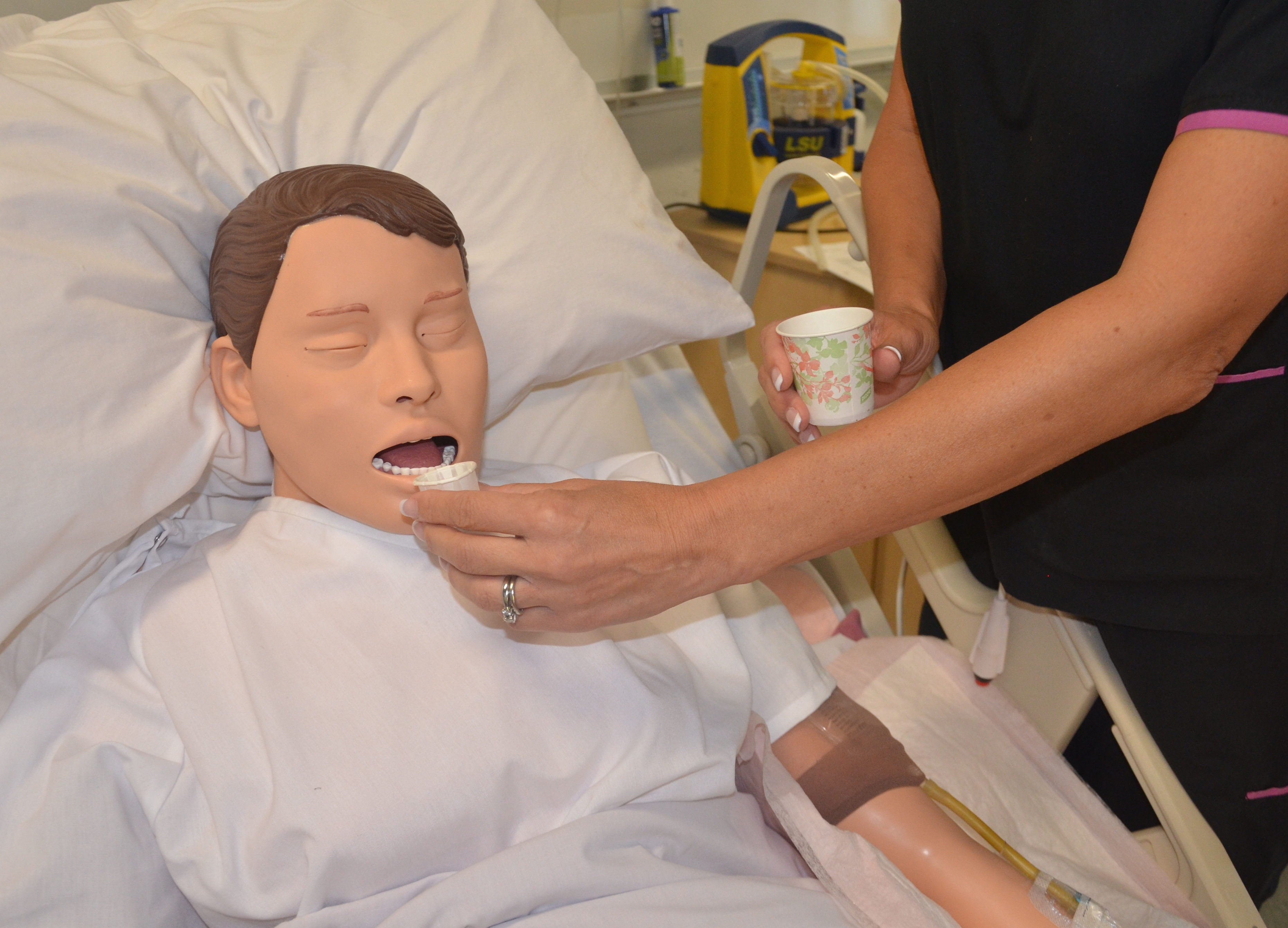
یک متخصص بهداشت، نحوهٔ ارائهٔ داروی خوراکی را به کمک یک آدمک نشان می‌دهد.

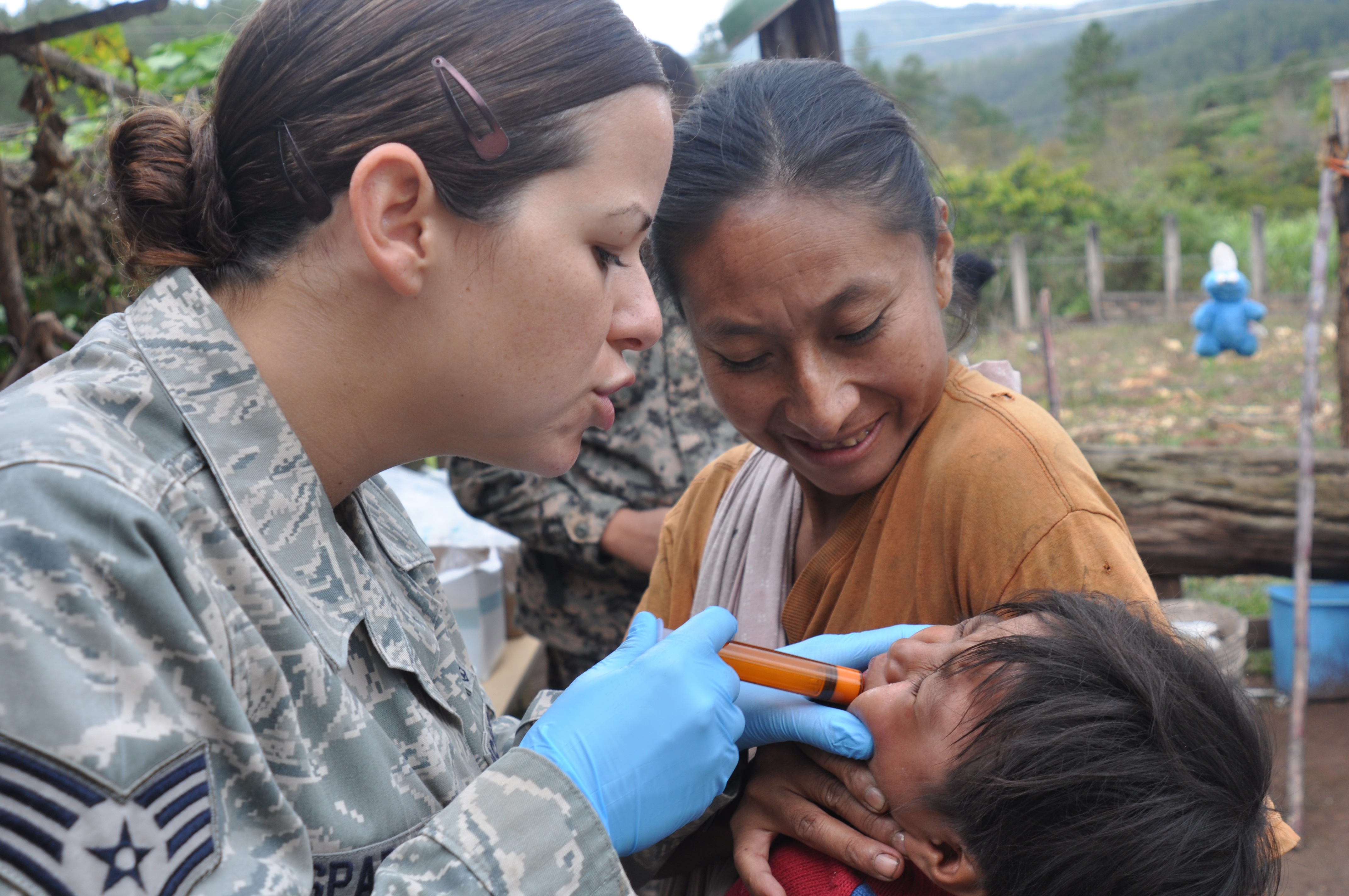
تجویز خوراکی یک داروی مایع

تجویز دهانی، یکی از روش‌های مصرف دارو است که در آن، یک ماده از طریق دهان وارد بدن می‌شود. این روش، به اختصار، Per os یا PO نیز نامیده می‌شود. بسیاری از داروها به‌صورت دهانی مصرف می‌شوند و اثر سیستمیک دارند، مثلاً از طریق جریان خون به قسمت‌های مختلف بدن می‌رسند.

## انواع
تجویز دهانی شامل:
- تجویز باکال یا زیرگونه‌ای، (در سطح داخلی گونه‌ها)
- تجویز زیرلبی، (در زیر لب‌ها)
- تجویز زیرزبانی (SL)، دارو از زیر زبان جذب می‌شود، اما به‌دلیل جذب سریع، بسیاری این روش را نوعی روش تزریقی می‌دانند.

داروهای دارای جذب گوارشی، به اشکال مختلف، از جمله اشکال خوراکی جامد تجویز می‌شوند (OSD):
- قرص برای بلع، جویدن یا حل شدن در آب یا زیر زبان
- کپسول‌های غیرجویدنی و جویدنی (دارای پوششی که در معده یا روده حل می‌شود تا دارو در آن‌جا آزاد شود)
- قرص‌ها و کپسول‌های با رهش یا رهش مداوم (که دارو را به‌تدریج آزاد می‌کنند)
- پودری یا گرانولی

و داروهای خوراکی مایع:
- داروها یا شربت‌های مایع
- واکسن‌های خوراکی
- افشره‌ها
- قطره‌ها[۵]